# 斯里兰卡地理
斯里兰卡民主社会主义共和国是南亚印度洋中的一个岛国，由斯里兰卡岛及其附近岛屿组成，东临孟加拉湾，西隔马纳尔湾和保克海峡与印度相望，南为印度洋。
主体斯里兰卡岛大致呈梨形，中部、南部是高原，其中的皮杜鲁塔拉格勒山海拔2524米，为全国最高点。北部和沿海是平原。河流短小湍急，其中发源于斯里兰卡岛中部马哈威利河流向东北，最终汇入亭可马里湾，全长335公里，为斯里兰卡最大河流。
斯里兰卡北部属热带草原气候，南部属热带雨林气候，全年炎热，年平均气温28℃。西部年降水量2000－3000毫米，东北部较干燥，年降水量约1000毫米。